# 키즈 (1995년 영화)
《키즈》(영어: Kids)는 1995년 개봉한 미국의 성장 영화이다. 래리 클라크가 감독을, 하모니 코린이 각본을 맡았다. 감독, 각본가, 주연 배우들 모두 신인 데뷔작인 작품이다.

## 출연

### 주연
- 리오 피츠패트릭
- 저스틴 피어스
- 클로에 세비니

### 조연
- 조셉 찬
- 조나단 스테이시 킴
- 로사리오 도슨
- 줄리아 멘도자

## 기타
- 공동제작: 캐시 콘래드
- 공동제작: 크리스틴 배콘
- 공동제작: 로렌 잘라즈닉
- 미술: 케빈 톰슨
- 의상: 킴 마리 드러스